# 大福寺 (館山市)

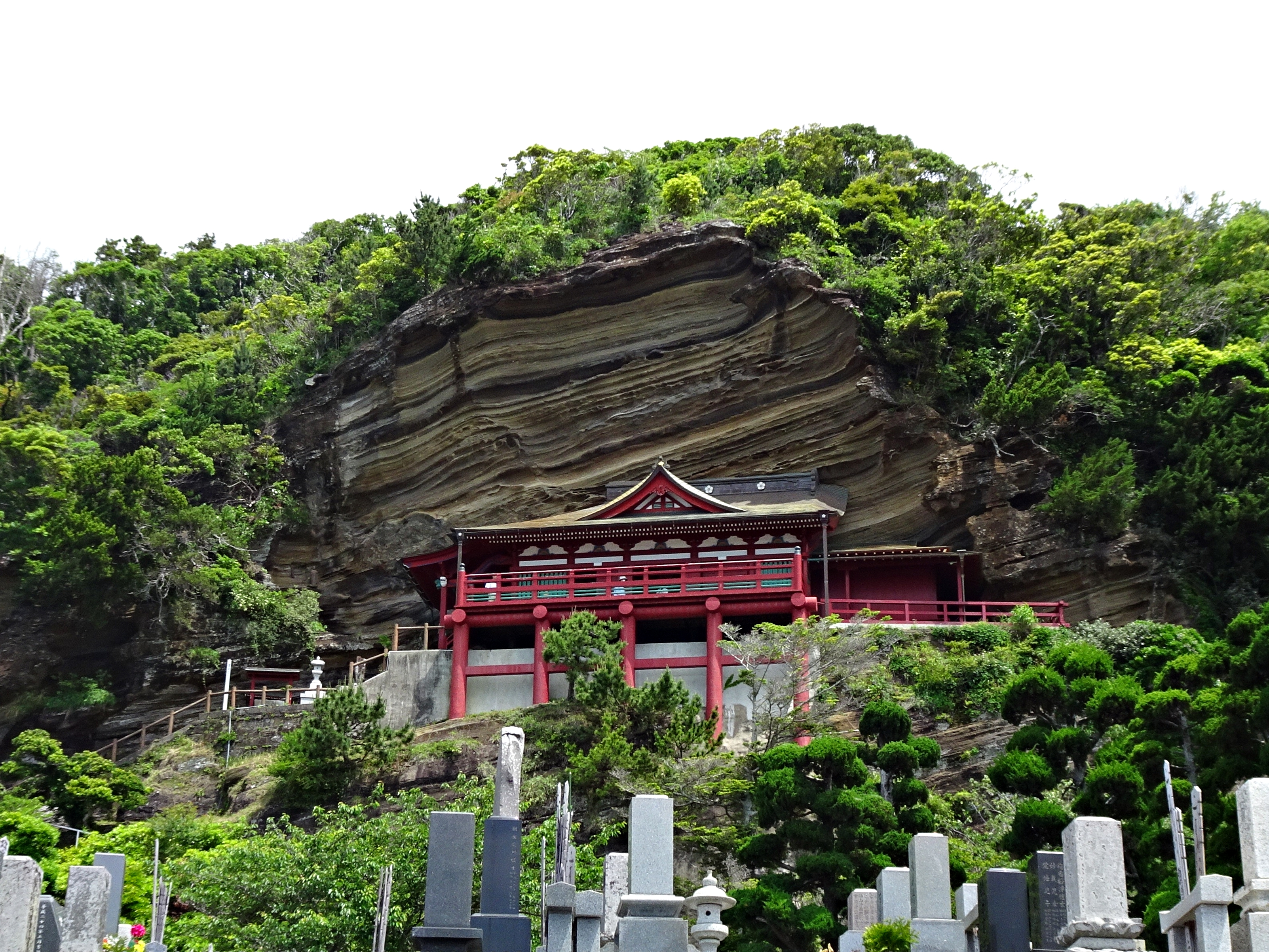
崖観音

大福寺（だいふくじ）は、千葉県館山市船形にある、真言宗智山派の寺院。山号は船形山。院号は普門院。境内には懸造りの観音堂があり、磨崖仏の十一面観世音菩薩が刻まれている。切り立った山の中腹にあることから崖の観音（崖観音）と称される。

## 歴史
717年（養老元年）に行基が地元漁民のために、安全と豊漁を祈って観音像を刻んだことが始まりと伝えられる。その後、天台宗の僧・円仁（慈覚大師）が観音堂を建て、寺を興したとされる。現在の真言宗に属するようになった経緯は不明である。江戸時代には、江戸幕府から朱印状が与えられていた。
火災や豪雨、関東大震災（1923年）などにより失われた堂宇の再建を繰り返してきた。2015年から耐震補強、屋根の葺き替え、朱の塗り直しなど大規模な改修工事を行い、2016年7月に参拝受付を再開した。観音堂まで上れば眼下に館山湾を一望できるほか、天気が良い日は伊豆大島まで見渡せるため、観光客にも人気が高い。

## 文化財
- 磨崖十一面観音立像（館山市指定有形文化財）

## 交通アクセス
- JR東日本の内房線・那古船形駅から徒歩15分。

## 隣の札所
安房国札三十四観音霊場
2 新御堂 -- 3 崖観音 -- 4 真勝寺